# 湯浅航平
湯浅 航平（ゆあさ こうへい、1992年2月9日 - ）は、日本の元ラグビー選手。

## プロフィール
- 京都府出身[1]。
- ポジションはウィング(WTB)。
- 身長 173cm、体重 79kg
- U20日本代表に選ばれたことがある[2]。
- 父の泰正は京都成章高校ラグビー部監督[3]。

## 略歴
2010年、京都成章高校卒業後、関西学院大学に入学する。なお京都成章高校時代、主将を務め、高校日本代表候補に選ばれたことがある。
2013年、関西学院大学ラグビー部の副将に就任した。
2014年、関西学院大学卒業後、トヨタ自動車ヴェルブリッツに加入。
2019年、現役を引退した。